# Rob Landsbergen
Rob Landsbergen (Salisbury, Zuid-Rhodesië, 25 februari 1960 – Deurne, 29 september 2022) was een Nederlands voetballer die voornamelijk als centrumspits en voorstopper speelde.

## Carrière
Landsbergen woonde tot zijn tiende in Zuid-Rhodesië, het huidige Zimbabwe waar zijn vader bij de spoorwegen werkte. Tijdens de Zimbabwaanse Onafhankelijkheidsoorlog moest het gezin vluchten voor het geweld. Hierna kwam hij in Helmond waar hij bij amateurclubs Helmond-Noord en MULO speelde.
Zijn profloopbaan begon in 1978 bij PSV. In het seizoen 1980/81 werd hij verhuurd aan Willem II. In 1984 en 1985 speelde Landsbergen voor Hyundai Horangi in Zuid-Korea. Hij speelde terug in Nederland nog twee seizoenen voor NAC en Helmond Sport waar hij in 1990 zijn loopbaan besloot. Na zijn afscheid uit het profvoetbal speelde hij nog twee seizoenen voor DBS en één seizoen voor SV Panningen. Na zijn carrière werd hij postbode en trainer in het amateurvoetbal.
Landsbergen overleed op 62-jarige leeftijd, na al enkele jaren aan alzheimer te hebben geleden.

## Statistieken
| Seizoen     | Club             | Competitie          | Competitie | Competitie | Beker | Beker | Internationaal | Internationaal | Totaal | Totaal |
| Seizoen     | Club             | Competitie          | Wed.       | Dlp.       | Wed.  | Dlp.  | Wed.           | Dlp.           | Wed.   | Dlp.   |
| ----------- | ---------------- | ------------------- | ---------- | ---------- | ----- | ----- | -------------- | -------------- | ------ | ------ |
| 1978/79     | PSV              | Eredivisie          | 3          | 0          | 2     | 2     | 0              | 0              | 5      | 2      |
| 1979/80     | PSV              | Eredivisie          | 5          | 1          | 1     | 0     | 0              | 0              | 6      | 1      |
| Club totaal | Club totaal      | Club totaal         | 8          | 1          | 3     | 2     | 0              | 0              | 11     | 3      |
| 1980/81     | → Willem II      | Eredivisie          | 5          | 0          | 2     | 0     | —              | —              | 7      | 0      |
| Club totaal | Club totaal      | Club totaal         | 5          | 0          | 2     | 0     | 0              | 0              | 7      | 0      |
| 1980/81     | PSV              | Eredivisie          | 9          | 2          | 3     | 0     | 0              | 0              | 12     | 2      |
| 1981/82     | PSV              | Eredivisie          | 22         | 5          | 2     | 0     | 2              | 0              | 26     | 5      |
| 1982/83     | PSV              | Eredivisie          | 20         | 1          | 4     | 1     | 2              | 0              | 26     | 2      |
| 1983/84     | PSV              | Eredivisie          | 8          | 1          | 0     | 0     | 1              | 0              | 9      | 1      |
| Club totaal | Club totaal      | Club totaal         | 67         | 10         | 12    | 3     | 5              | 0              | 84     | 13     |
| 1984        | Hyundai Horang-i | Korean Super League | 27         | 9          | 0     | 0     | 0              | 0              | 27     | 9      |
| 1985        | Hyundai Horang-i | Korean Super League | 11         | 2          | 0     | 0     | 0              | 0              | 11     | 2      |
| Club totaal | Club totaal      | Club totaal         | 38         | 11         | 0     | 0     | 0              | 0              | 38     | 11     |
| 1985/86     | Helmond Sport    | Eerste divisie      |            |            |       |       | —              | —              |        |        |
| Club totaal | Club totaal      | Club totaal         | 0          | 0          | 0     | 0     | 0              | 0              | 0      | 0      |
| 1986/87     | NAC Breda        | Eerste divisie      |            |            |       |       | —              | —              |        |        |
| 1987/88     | NAC Breda        | Eerste divisie      |            |            |       |       | —              | —              |        |        |
| Club totaal | Club totaal      | Club totaal         | 0          | 0          | 0     | 0     | 0              | 0              | 0      | 0      |
| 1988/89     | Helmond Sport    | Eerste divisie      |            |            |       |       | —              | —              |        |        |
| 1989/90     | Helmond Sport    | Eerste divisie      |            |            |       |       | —              | —              |        |        |
| Club totaal | Club totaal      | Club totaal         | 0          | 0          | 0     | 0     | 0              | 0              | 0      | 0      |